# Руђинце
Руђинце (мкд. Руѓинце) је насеље у Северној Македонији, у северном делу државе. Руђинце припада општини Старо Нагоричане.

## Географија
Руђинце је смештено у северном делу Северне Македоније. Од најближег града, Куманова, село је удаљено 22 km источно.
Село Руђинце се налази у историјској области Средорек, у долини реке Пчиње, на око 550 метара надморске висине. Северно од града се издиже Германска планина.
Месна клима је континентална.

## Становништво
Руђинце је према последњем попису из 2002. године имало 113 становника.
Огромна већина становништва у насељу су етнички Македонци (100%).
Претежна вероисповест месног становништва је православље.